# Konservering

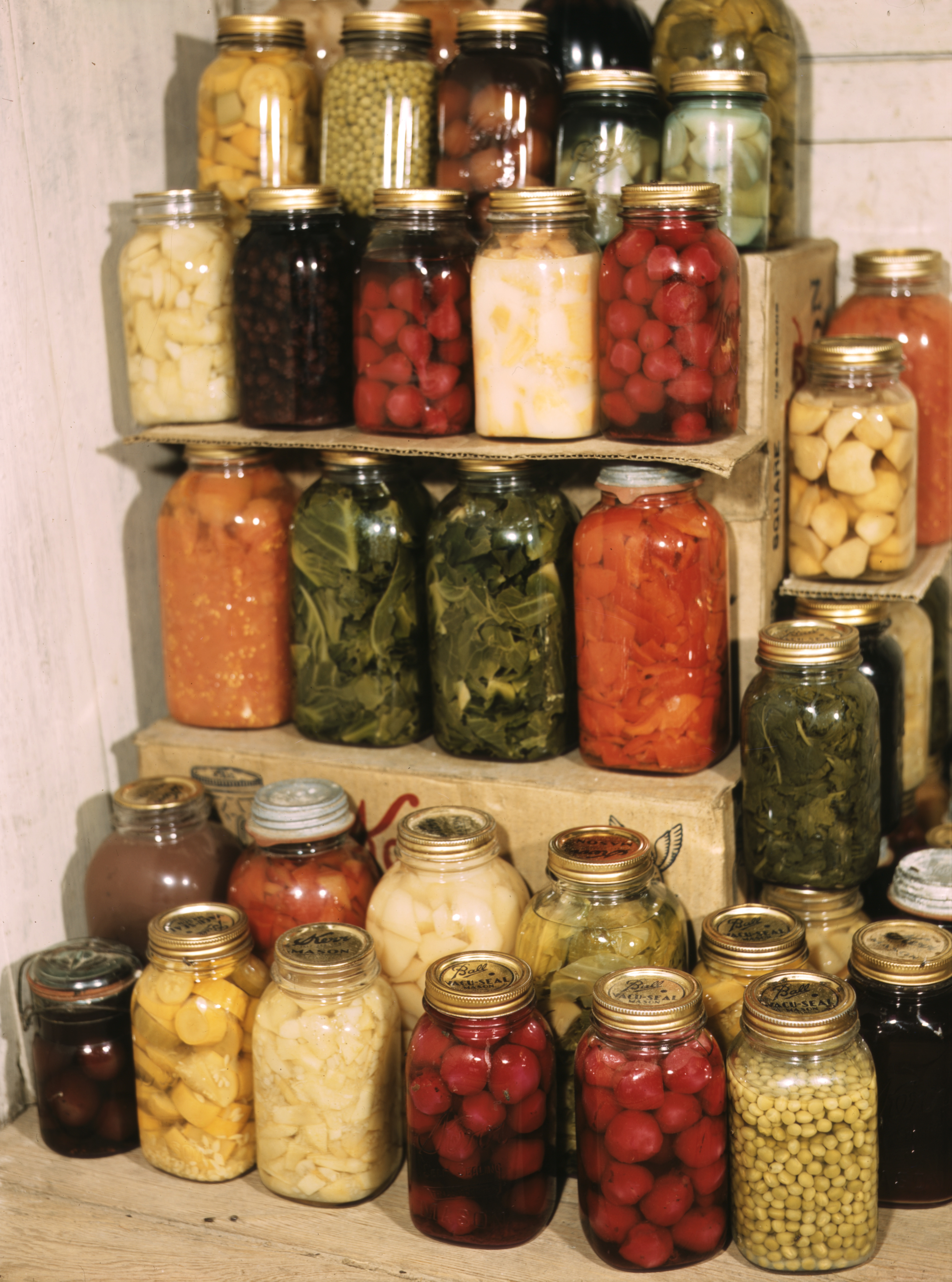
Konserver.

Konserv från 1812

Konservering är behandling och förberedande av livsmedel eller andra produkter eller föremål för att förlänga hållbarheten. För detta ändamål kan man använda olika typer av konserveringsmedel. 
Efter skörd av vegetabilier och slakt av kött och fisk, påbörjas en nedbrytningsprocess med målet att återinföra produkten i kretsloppet. Konservering av livsmedel används för att förlänga produktens hållbarhet, genom att göra så att förstörelseprocesserna går långsammare och därmed behålla livsmedlets kvalitet. 

## Konservering av livsmedel
Åtminstone sedan 12 000 år f.Kr. har människan försökt förlänga hållbarheten på mat. Man spred ut säd i solen och gned in köttet med salt. Långt senare uppfanns konservburken, som minskade svälten bland soldater.
Några konserveringsmetoder är:
- Burkkonservering
- Djupfrysning
- Fermentering
- Frystorkning
- Gravning
- Hermetisering
- Inläggning - inlagd sill
- Konserveringsmedel
- Rimning
- Rökning
- Saltning
- Sylta
- Syrning
- Torkning
- Vattenglaskonservering

## Konservering av människo- och djurkroppar
Människo- och djurkroppar kan konserveras i flera olika syften - religiöst, dekorativt eller vetenskapligt. Konsten att konservera och stoppa upp djurhudar kallas också taxidermi.
En torr konserverad kropp kallas mumie.